# Родин, Георгий Семёнович
Гео́ргий Семёнович Родин (19 ноября 1897, деревня Болотово, Орловская губерния — 6 января 1976, Орёл) — советский военный деятель, гвардии генерал-лейтенант танковых войск (7 июня 1943 года).

## Биография
Георгий Семёнович Родин родился 19 ноября 1897 года в деревне Болотово ныне Орловского района Орловской области.

### Первая мировая и гражданская войны
В июле 1916 года был призван в ряды Русской императорской армии и направлен в 32-й запасной полк, дислоцированный во Владимире (Московский военный округ). В ноябре того же года был назначен на должность командира взвода в составе 219-го Котельнического полка (55-я пехотная дивизия, Западный фронт), который вёл боевые действия в районе города Барановичи. В марте 1918 года был демобилизован из рядов армии в чине старшего унтер-офицера.
В июне 1918 года Родин вступил в ряды РККА, после чего был назначен на должность командира взвода при Орловском военном комиссариате, а в ноябре того же года был направлен на учёбу на Орловские пехотные курсы, после окончания которых в августе 1919 года был назначен на должность командира взвода Сводного Орловского полка. В том же году вступил в ряды РКП(б).
С апреля 1920 года служил на должностях командира взвода, командира роты и помощника начальника разведки в составе Армейского запасного полка (9-я Кубанская армия), а в феврале 1921 года был назначен на должность командира взвода в составе 2-го стрелкового полка (18-я Кубанская армия). Принимал участие в боевых действиях на Южном фронте против войск под командованием генералов А. И. Деникина и К. К. Мамонтова, а также против восстаний на территории Чечни, Кабарды и Ингушетии. За участие в подавлении восстаний Георгий Семёнович Родин решением Военного совета Северокавказского военного округа был награждён боевым оружием и часами.

### Межвоенное время
После окончания войны служил во 2-м и 115-м стрелковых, учебно-кадровом и 65-м стрелковом полках в составе 9-й армии на должностях командира взвода, помощника командира роты и заместителя командира батальона.
В 1923 году окончил окружные повторные курсы в Ростове, а в 1925 году — курсы усовершенствования комсостава «Выстрел».
С декабря 1926 года временно исполнял должность командира роты, а затем был назначен на должность командира батальона и начальника хозяйства школы во Владикавказской пехотной школе, вскоре был назначен на должность коменданта Ростова.
С декабря 1930 года служил на должностях помощника командира и командира 234-го стрелкового полка, а с декабря 1933 года — на должностях командира отдельного танкового батальона и начальника автобронетанковой службы 25-й стрелковой дивизии. В 1934 году окончил академические курсы технического усовершенствования комсостава РККА, а в 1936 году за отличную боевую подготовку части был награждён орденом Красной Звезды.
В апреле 1938 года Георгий Семёнович Родин был уволен в запас по ст. 43, п. «б», однако в мае 1939 года после своих неоднократных просьб был восстановлен в рядах РККА, после чего был назначен на должность командира 27-го танкового батальона (21-я танковая бригада, Белорусский военный округ), после чего принимал участие в походе в Западную Белоруссию. В начале 1940 года под руководством Родина был сформирован 25-й танковый полк в составе 24-й моторизованной кавалерийской  дивизии, после чего с 12 февраля по март того же года принимал участие в ходе советско-финской войны.
В декабре 1940 года был назначен на должность командира 23-й лёгкой танковой бригады, которая в марте 1941 года была преобразована в 47-ю танковую дивизию (18-й механизированный корпус, Одесский военный округ).

### Великая Отечественная война
С началом войны находился на прежней должности. Дивизия под командованием Родина прикрывала отступление 18-й и 12-й армий (Южный фронт), в ходе боевых действий в районе города Гайсин дивизия попала в окружение, в ходе выхода из которого нанесла противнику существенный урон, а в ходе боевых действий за Полтаву Родин был тяжело ранен.
В марте 1942 года был назначен на должность командира 52-й танковой бригады, а в июне — на должность командира 28-го танкового корпуса, который в конце июля принимал участие в ходе фронтового контрудара по противнику, прорвавшемуся к Дону севернее города Калач-на-Дону. В конце августа корпус был выведен в резерв Сталинградского фронта, после чего был включён в состав Приволжского военного округа.
В октябре был назначен на должность начальник Автобронетановых войск Юго-Западного фронта, а в апреле 1943 года — на должность командира 30-го Уральского добровольческого танкового корпуса, находившегося в резерве Ставки Верховного Главнокомандования, а в июле включённого в состав 4-й танковой армии, после чего участвовал в ходе Орловской наступательной операции. В сентябре корпус под командованием Родина был выведен в резерв Ставки Верховного Главнокомандования, где в октябре был преобразован 10-й гвардейский. В феврале 1944 года был включен в состав 1-го Украинского фронта, после чего принимал участие в ходе Проскуровско-Черновицкой наступательной операции, во время которой в штаб армии было передано неточное сообщение о занятии станции Волочинск. Несмотря на ведение успешных боевых действий корпуса Родин в связи с ошибочностью донесения был снят с занимаемой должности и 25 апреля 1944 года был назначен на должность командира 6-й учебной танковой бригады офицерского состава, которой командовал до конца войны.

### Послевоенная карьера
После окончания войны был назначен на должность командующего Белорусским военным танковым лагерем.
Генерал-лейтенант танковых войск Георгий Семёнович Родин в июле 1946 года вышел в запас. Умер 6 января 1976 года в Орле. Похоронен на Троицком военном кладбище.

## Награды
- Орден Ленина (21.02.1945[2]);
- Три ордена Красного Знамени (27.03.1942, 27.08.1943, 03.11.1944[2]);
- Орден Красной Звезды (1936);
- Медали;
- именной пистолет «браунинг»[3].

Почётные звания
- Почётный гражданин города Орла (2 ноября 1972 года; «за большие заслуги в освобождении Орловской области от немецко-фашистских захватчиков и активное участие в общественной жизни города Орла и области в послевоенный период»).

## Воинские звания
- Генерал-майор танковых войск (4 августа 1942 года);
- Генерал-лейтенант танковых войск (7 июня 1943 года).

## Память
- 12 ноября 1997 года в Орле была открыта мемориальная доска по адресу улица Салтыкова-Щедрина, 49, где с 1948 по 1976 года проживал генерал-лейтенант танковых войск Родин.
- В 1976 года в Орле улица Спортивная была переименована в улицу Генерала Родина.